# تفکراتی بر ارزیابی حقیقی نیروهای زنده
تفکراتی بر ارزیابی حقیقی نیروهای زنده (آلمانی: Gedanken von der wahren Schätzung der lebendigen Kräfte) اولین اثر منتشر شده از ایمانوئل کانت است.
این کتاب بین سال‌های ۱۷۴۴ تا ۱۷۴۶ میلادی نوشته و در سال ۱۷۴۹ منتشر شد. کتاب ارزیابی حقیقی، موقعیت کانت را به عنوان یک دوگانه گرا متافیزیکی در آن زمان منعکس می‌کرد. کانت جوان در این کتاب علیه دیدگاه «نیروی محرکه» استدلال می‌کند. نیروی محرکه که توسط کریستیان وولف و دیگر عقل گرایان آلمانی پس از لایبنیتزیان پیشنهاد می‌شود، بیان می‌دارد که اجساد هیچ نیروی اساسی ندارند و ادعا می‌کند که در عوض، وجود یک نیروی اساسی می‌تواند از طریق استدلال‌های مابعدالطبیعه اثبات شود.

## پیوند بیرون
- نسخه آنلاین متن